# Bytča
Bytča (maďarsky Nagybiccse, dříve psáno Nagybittse) je okresní město na severozápadě Slovenska, v Žilinském kraji. Žije zde přibližně 12 tisíc obyvatel. Město se rozkládá podél Váhu, v Bytčianské kotlině. Ze severu město ohraničují Javorníky a z jihu Súľovské vrchy.

## Historie

### Středověk
První písemná zmínka o městě pochází z roku 1234. Toho roku podstoupili velmožové Boleslav, Kračun, Mykud a Rode druhou polovinu svého bytčanského majetku nitranskému biskupovi Jakubovi za 24 hřiven stříbra. Jako majetek nitranského biskupství byla Bytča potvrzena i v letech 1271 a 1318. V roce 1378 je Bytča v písemných pramenech poprvé titulována jako město.
Během první poloviny 15. století se Bytče svévolně zmocnil šlechtic Pongrác ze Svatého Mikuláše, ale dlouho Bytču neudržel. V průběhu 15. století se město ocitlo v držbě mnoha šlechticů (např. Tetourové z Tetova, Podmaničtí, Michal Imrefi ze Serdahelu aj.).

### Novověk
Roku 1563 zakoupil vlivný magnát František Thurzo za 10 000 zlatých hrad Hričov a starý hrad v Bytči, který byl ale značně poškozený. V letech 1571–1574 byl hrad pod vedením architekta Jana Kiliána z Milána přestavěn na renesanční zámek.

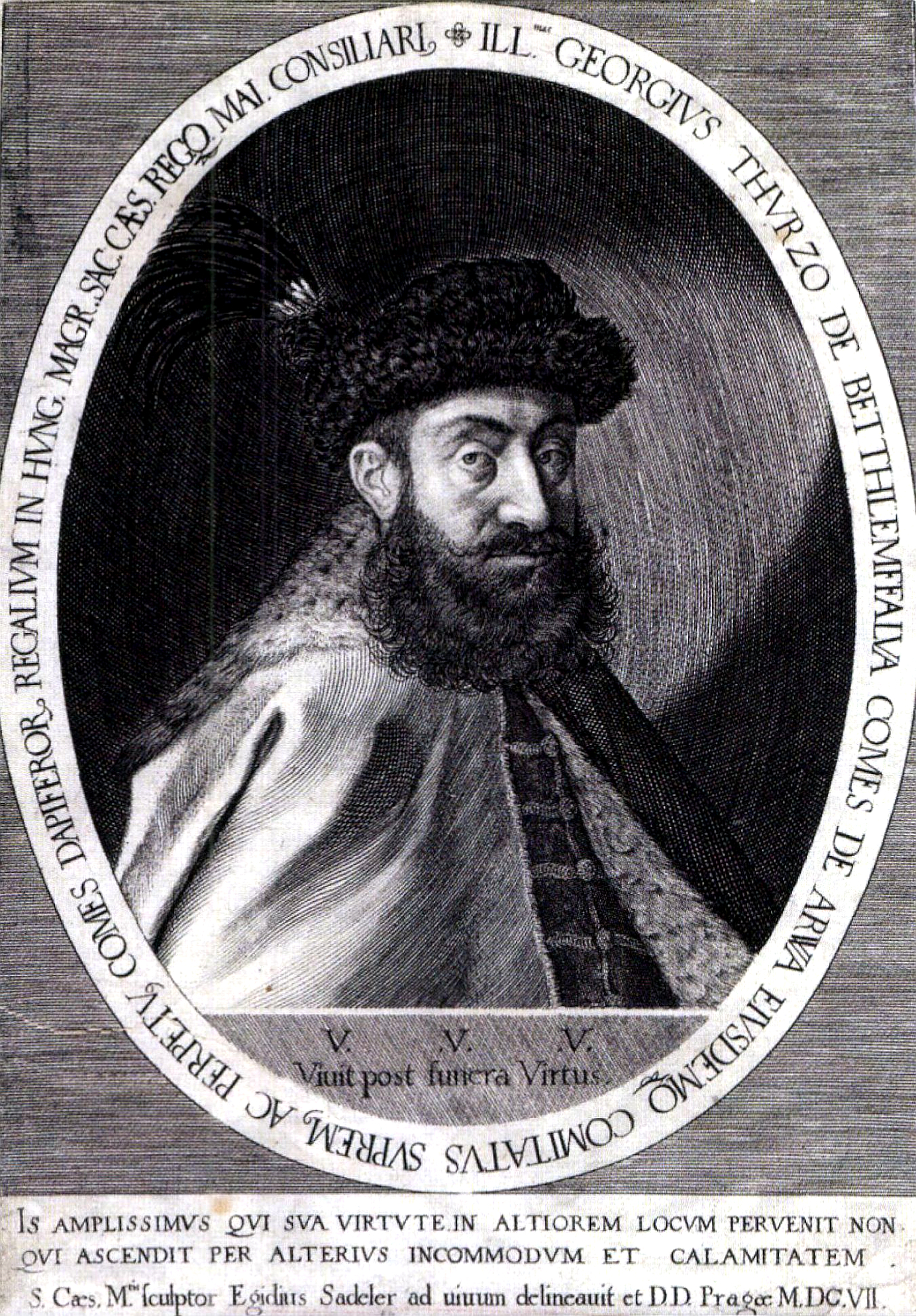
Jiří Thurzo (1567–1616) – uherský palatín a majitel Bytče v letech 1574–1616

Po Františkově smrti zdědil Bytču jeho syn Jiří, který nechal v těsné blízkosti zámku vystavět Svatební palác, jenž sloužil jako místo pro oslavy sňatků jeho několika dcer. Jiří Thurzo, jenž byl roku 1609 zvolen za uherského palatína, se zasloužil o pozvednutí města a jeho okolí. V roce 1614 udělil cechovní statuta cechu řeznickému a o dva roky později udělil totéž cechu krejčířskému.
Roku 1611 se v Bytči konal soud s mocnou uherskou šlechtičnou Alžbětou Báthoryovou, která byla obviněná z mnoha bestiálních vražd mladých děvčat.
Jiří Thurzo skonal roku 1616 a bytčanské panství přešlo na jeho jediného syna Imricha. Imrich zemřel roku 1621 bez mužského potomstva a město tak připadlo Mikuláši Esterházimu, jenž se oženil s Kateřinou, vdovou po Imrichovi Thurzovi. V roce 1626 jsou v pramenech zmiňovány tři mlýny – jeden byl situován nad městem, druhý stál u rybníka a třetí se nacházel na řece Váhu. Císař a král Leopold I. Habsburský udělil v roce 1659 Bytči listinu, která město oprávňovala k pořádání týdenních trhů a čtyř výročních jarmarků.
K roku 1673 je v městě doložených 93 řemeslnických dílen a 10 kupců. O dva roky později udělil Pavel Esterházy cechové artikule cechu hrnčířskému. Na počátku 18. století postihlo město několik nešťastných událostí. Během Rákocziho povstání bylo město roku 1708 obsazeno císařskou armádou a v témže samém roce propukla epidemie moru, která ve městě řádila až do roku 1710. V roce 1761 zachvátil město požár.

### Devatenácté století
Devatenácté století bylo poznamenáno rozvojem města. Vznikla zde první kavárna (1827), poštovní úřad (1857), parní pila (1868), továrna na výrobu zápalek (1878) a v roce 1883 byla Bytča připojena k železniční síti. Roku 1888 vznikla v Bytči pobočka Tatrabanky a dívčí měšťanská škola.
Roku 1868 zakoupil bytčanský velkostatek židovský obchodník Leopold Popper.

### Dvacáté století
Povodeň z roku 1904 přinutila městskou radu na to, aby přistoupila ke stavbě nového mostu přes Váh. Na konci první světové války se skupina bytčanských dobrovolníků zúčastnila bitvy u Kotešové – v této šarvátce, jež se uskutečnila 5. prosince 1918, se dobrovolnickému sboru podařilo porazit vojska Maďarské republiky rad a druhého dne osvobodit nedalekou Žilinu.

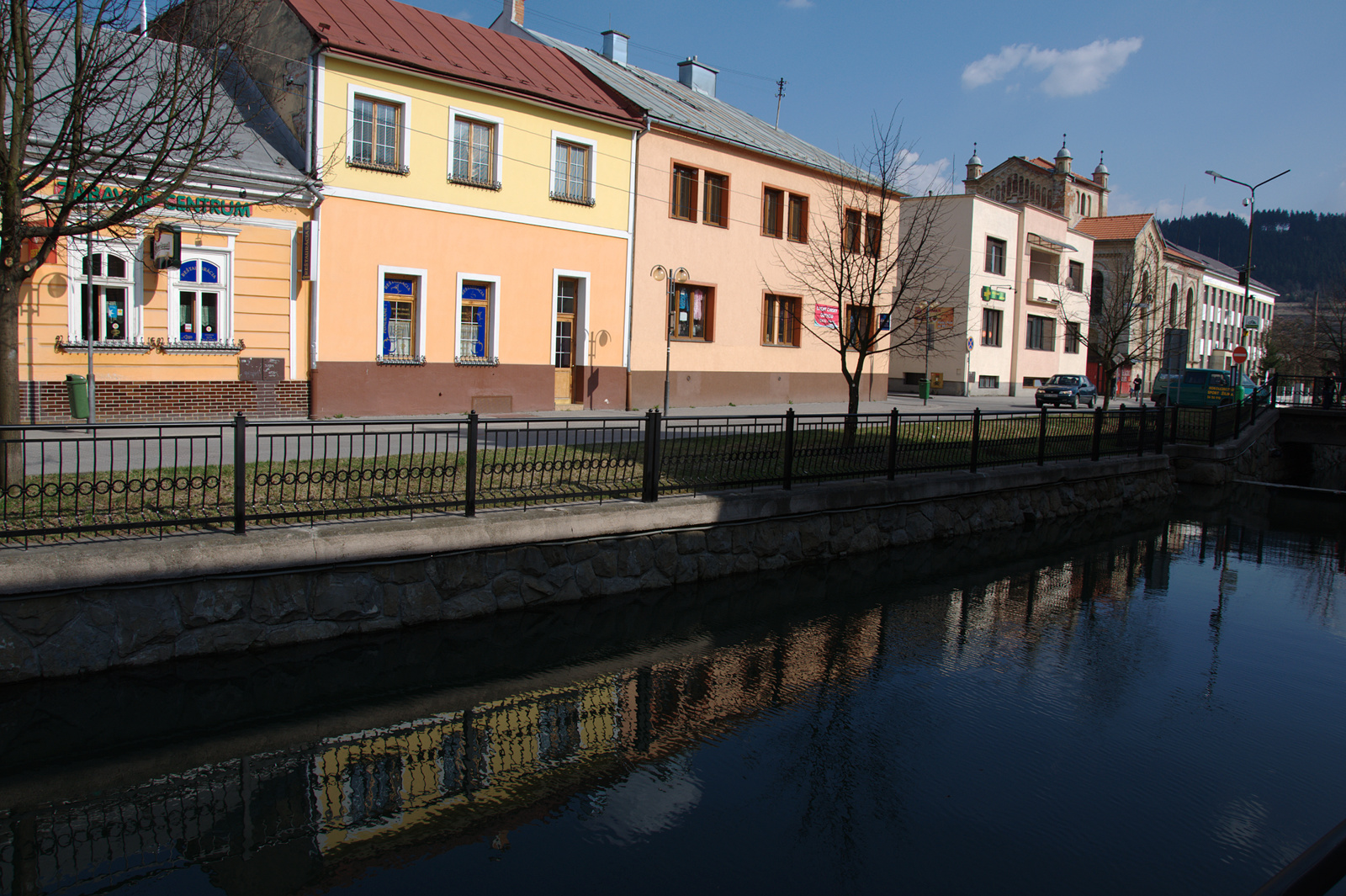
Původní dochovaná zástavba (vpravo budova synagogy)

Po první světové válce vzniklo v Bytči několik spolků (Sokol, Orel, Slovenský katolický kruh, Katolické jednota atd.). Od roku 1921 ve městě působil i Klub československých turistů. V roce 1922 byla zahájena elektrifikace města.
Římskokatolický farní kostel Všech svatých prošel roku 1934 nákladnou rekonstrukcí a modernizací, během které byla zničena stará kamenná zvonice. Touto přestavbou získal kostel prakticky dnešní podobu.
Za druhé světové války se Bytča a její blízké okolí stala svědkem bojů mezi nacisty a povstalci ze Slovenského národního povstání. Roku 1945 bylo město bombardováno.
Éra socialismu natrvalo poznamenala tvář Bytče. Stará zástavba ustoupila té socialistické. Původní podobu si zachoval pouze zámecký areál, synagoga, náměstí a několik přilehlých ulic.

## Části města
- Městské části: Beňov, Hliník nad Váhom, Hrabové, Malá Bytča, Mikšová, Pšurnovice, Veľká Bytča
- Osady: Jabloňovský majer, Kypúsy, Šagáty, Tomborov Salaš

## Doprava
Bytča leží na páteřním slovenském železničním koridoru Bratislava – Žilina – Košice. Je významnou silniční křižovatkou, na dálnici D1 (E50, E75) se tu napojuje dálková silnice E442 směr Olomouc.

## Pamětihodnosti
- Bytčanský zámek
- Svatební palác
- Synagoga
- Do správního území města zasahuje část národní přírodní rezervace Súľovské skály.

## Rodáci
Narodil se zde kněz, politik a prezident někdejšího Slovenského státu během druhé světové války Jozef Tiso. Také autorka dětských knížek, spisovatelka Sidónie Sakalová.

## Partnerská města
- Karolinka, Česko
- Opoczno, Polsko